# 花澤雄一郎
花澤 雄一郎 (はなざわ ゆういちろう、1968年 - ) は 日本のジャーナリストでNHK放送総局報道局国際部記者。

## 人物
- 人種やカルチャー、歴史問題から政治外交交渉の舞台裏迄 眼光同様、鋭い取材に定評有り。
- 無類のコーヒーが大好きで、某コーヒーショップには毎日通う程。コーヒー店の常連として、店に写真が飾られた事も有る。

## 経歴
1991年4月1日、NHKに入局。初任地は『NHK長野放送局』。4年間の地方記者を経て、1995年より報道局社会部に配属。1998年より報道局国際部記者となり その後、NHKロサンゼルス支局、NHKワシントン支局、NHKソウル支局にて海外特派員を経験。
帰国後 報道局国際部に戻り、デスク業務を経て、2017年4月1日より 前任の前NHKワシントン支局長・田中淳子キャスターの後任で『国際報道2017・2018』のメインキャスターを2年間担当。退任後は『ニュースシブ5時』のコメンテーターを1年間担当し、2020年度からは 再び報道局国際部デスクに戻る。現在は『NHK国際放送局』にて制作デスクを担当。

## 実績

### 主な取材
- 【NHK長野放送局 記者】時代
  - オウム真理教松本サリン事件等を取材。

- 【報道局社会部記者】時代
  - 東京地方検察庁特捜部、海上保安庁等の取材・レポートを担当。

- 【NHKロサンゼルス支局 特派員】時代
  - 2008年10月10日のロス疑惑三浦和義 首吊り自殺の際は ロサンゼルスから中継した。

- 【NHKワシントン支局 特派員】時代
  - オバマ政権等を取材。

- 【NHKソウル支局 特派員】時代
  - 韓国の慰安婦問題を取材。